# Witalij Parachnewycz
Witalij Wałerijowycz Parachnewycz, ukr. Вiталiй Валерiйович Парахневич, ros. Виталий Валерьевич Парахневич, Witalij Walerjewicz Parachniewicz (ur. 4 maja 1969 w Doniecku) – tadżycki piłkarz pochodzenia ukraińskiego, grający na pozycji napastnika, reprezentant Tadżykistanu, trener piłkarski.

## Kariera piłkarska

### Kariera klubowa
Wychowanek DJuSSz w Doniecku oraz Dnipra Dniepropetrowsk. W 1987 rozpoczął karierę piłkarską w klubie Naftowyk Ochtyrka, skąd w następnym roku przeszedł do SKA Odessa, który po uzyskaniu niepodległości Ukrainy zmienił nazwę na SK Odessa. Grał również na wypożyczeniu w drużynach Tighina-RShVSM Bendery oraz Nywa Tarnopol. Na początku 1993 przeniósł się do innego odeskiego zespołu Czornomorca. W 1995 bronił barw rosyjskiego Lokomotiwu Moskwa. W 1996 wyjechał do Korei Południowej, gdzie występował w klubach Jeonbuk Hyundai Dions, Suwon Samsung Bluewings, Anyang LG Cheetahs i Bucheon SK oraz japońskiej drużynie Shonan Bellmare. Latem 2003 powrócił do Czornomorca Odessa. Zimą 2004 przeszedł do Dnistra Owidiopol, w którym zakończył karierę piłkarską.

### Kariera reprezentacyjna
W 1997 rozegrał jeden mecz w reprezentacji Tadżykistanu.

## Kariera trenerska
Po zakończeniu kariery zawodniczej podjął pracę jako szkoleniowiec. Od sierpnia 2010 pracował jako asystent w mołdawskim pierwszoligowym klubie Nistru Otaci.

## Sukcesy i odznaczenia

### Sukcesy klubowe
- mistrz Korei Południowej: 1998, 1999
- zdobywca Pucharu Ukrainy: 1994
- wicemistrz Ukrainy: 1995
- wicemistrz Rosji: 1995
- brązowy medalista mistrzostw Ukrainy: 1993, 1994